# Camaret-sur-Aigues
Camaret-sur-Aigues är en kommun i departementet Vaucluse i regionen Provence-Alpes-Côte d'Azur i sydöstra Frankrike. Kommunen ligger i kantonen Orange-Est som tillhör arrondissementet Avignon. År 2022 hade Camaret-sur-Aigues 4 549 invånare.

## Befolkningsutveckling
Antalet invånare i kommunen Camaret-sur-Aigues
| Referens: INSEE |